# Jean-Pierre Girard (sujet psi)
Pour les articles homonymes, voir Jean-Pierre Girard et Girard.
Jean-Pierre Girard est un auteur français connu pour ses prétendues facultés de psychokinèse et divers phénomènes paranormaux dont il serait l'auteur. Il a acquis une certaine notoriété dans les années 1970, notamment avec des démonstrations où il prétend courber des barres métalliques. Pour les sceptiques, ses « pouvoirs » sont simplement des tours d'illusionnisme.

## Biographie

### Enfance
Né le 22 décembre 1942 à Loches en Indre-et-Loire, pupille de l'Assistance Publique, Jean-Pierre Girard affirme que des facultés paranormales se seraient manifestées en lui à l'âge de 7 ans, après qu'il eut été frappé par la foudre.

### Vie professionnelle
Selon son autobiographie, à 17 ans il est ouvrier-qualifié à l'usine Safety à Fondettes près de Tours. À 19 ans, il s'engage comme militaire d'active dans le 6e régiment de Dragons cantonné à Neustadt and der Weisrasse en RFA où il dit expérimenter son premier phénomène de psychokinèse. 
Après 4 ans d'engagement, il quitte l'armée et travaille pour la DASS, d'abord dans un Foyer de l'enfance puis dans un IMP. Il devient ensuite délégué sanitaire pour le laboratoire vétérinaire Chauveau-Dixneuf, puis commence une carrière dans l'industrie pharmaceutique d'abord en tant que délégué médical, puis comme chargé des protocoles d’expérimentation de molécules nouvelles en milieu hospitalier et enfin, devient adjoint de direction (Roussel-Diamant, Searle Lab, Lederlé, Fournier, Ethical — filiale du groupe Delagrange), créateur de franchise sous la marque OGIR (énergies renouvelables), vice-président de la société d'innovation Multiro S.A., vice-président de la société Definnov, président de sa société de recherche et d'innovation BETA (Bureau Européen de Technologie Avancée), collaborateur et actionnaire du laboratoire Myrtea[réf. nécessaire].

### Expériences
Les démonstrations les plus médiatiques de Jean Pierre Girard consistent en un pliage de barreaux métalliques prétendument impossibles à tordre pour un être humain, avec ou sans contact. Il a été démontré au moins dans une occurrence que les barreaux utilisés sont en fait tout à fait pliables.
Jean Pierre Girard procède alors à des expériences où des barres sont pliées sans contact direct, au travers d'un récipient en verre. Les données brutes sur cette expérience n'ayant pas fait l'objet d'une publication scientifique, et les données brutes de l'expérience ainsi que les vidéos devant montrer directement la torsion n'ayant jamais été publiées, sa critique est ardue. 
Parmi les critiques de Jean-Pierre Girard on trouve les revues New Scientist, La Recherche, ainsi que le prestidigitateur James Randi. Ils formulent des critiques très claires et considèrent que Jean-Pierre Girard n'a jamais réussi à produire des résultats convaincants en conditions contrôlées. 
Pour les sceptiques, ses « pouvoirs » sont simplement des tours d'illusionnisme. Cette hypothèse est renforcée par le fait qu'il a été inscrit dans un annuaire de magiciens en tant qu'amateur.

### Polémiques
En 1976, il intente un procès à un journaliste médical, Jean-Pascal Huvé, l'accusant d'avoir écrit un article diffamatoire dans lequel ce dernier expliquait qu'il connaissait bien Girard mais que tout ce qui lui avait été montré était truqué « de l'aveu même de Girard ». Cependant, ce qui aurait pu constituer un intéressant procès tourna court puisque Girard laissa passer le délai de prescription. Par jugement du 1er juin 1977, le tribunal de grande instance de Paris attribua à Jean-Pierre Girard les frais de procédure,.
En janvier 1982, il crée la polémique avec l'émission Les Mercredis de l'information sur TF1, laquelle fait état de ses expériences de déformations sur des barres métalliques, suscitant l'intérêt des chercheurs en métallurgie de la société Péchiney. Le directeur scientifique, le professeur Charles Crussard, affirme que des tests concluants auraient été menés au Centre technique de l'aluminium (laboratoire scientifique de la société Péchiney). Ces démonstrations et affirmations sont vivement critiquées par d'autres scientifiques (tels que Jean Pierre Vigier et Jean-Claude Pecker), qui remettent notamment en cause les conditions de déroulement des tests et affirment que d'autres tests auraient par la suite démontré que Jean-Pierre Girard n'aurait pas été capable d'accomplir ce qu'il prétendait, notamment en présence de l'illusionniste James Randi. 

#### Condamnation pour publicité mensongère
En 1991, dans une affaire pour laquelle il comparaît en compagnie de Guy Lux devant le tribunal correctionnel de Grasse, il est condamné à quatre mois de prison avec sursis pour publicité mensongère,.